# Robert Todd Carroll
Pour les articles homonymes, voir Carroll.
Robert Todd Carroll, né le 18 mai 1945 à Joliet (Illinois) et mort le 25 août 2016 à Davis (Californie), est un sceptique américain. Il est l'auteur du The Skeptic's Dictionary (Le dictionnaire sceptique). Il s'agit d'un encyclopédie de référence au sein du mouvement sceptique contemporain.

## Biographie
Carroll a obtenu son doctorat en philosophie en 1974 à l'université de Californie à San Diego, avec pour sujet de thèse la philosophie religieuse de Edward Stillingfleet. Sa thèse a été publiée en 1975. Jusqu'à sa retraite en 2007, Carroll a été professeur de philosophie à Sacramento City College (en).
Défenseur de longue date du scepticisme scientifique et de la pensée critique, Carroll met en place en 1994 le site Skeptic's Dictionary, contenant initialement moins d'une cinquantaine d'articles, portant surtout sur les erreurs logiques et les pseudosciences. Le site compte aujourd'hui plusieurs centaines d'articles, incluant quelques articles sur le paranormal et le surnaturel, et attire plus d'un million de visiteurs par mois. Des entrées du dictionnaire ont été traduites dans plus d'une douzaine de langues.
Les vues de Carroll l'ont mené à répondre à de nombreuses interviews de la part tant de grands médias que de journaux locaux. En outre, il a été interrogé par des représentants de groupes promouvant le scepticisme scientifique, comme la New England Skeptical Society (en) et Media Man Australia.
En janvier 2010 Carroll a été élu membre du Committee for Skeptical Inquiry.
Le 29 mai 2011 Carroll a mené une discussion sur les « Cinq mythes à propos des sceptiques » à l'événement annuel SkeptiCalCon à Berkeley, en Californie.
Le 27 mars 2012 Carroll a commencé une participation régulière au Skepticality intitulée Virtue Unnatural.

## Critiques
Le journaliste anglais Richard Milton, défenseur des "sciences alternatives" et du paranormal, l'a accusé d'être un pseudosceptique, d'avoir une attitude dogmatique et moqueuse, d'avoir fait de fausses déclarations et de fabrication des arguments de ses opposants. Ce à quoi Robert Todd Carroll a répondu en relevant les différents sophismes utilisés par Milton.